# Námestie Andreja Hlinku (Žilina)

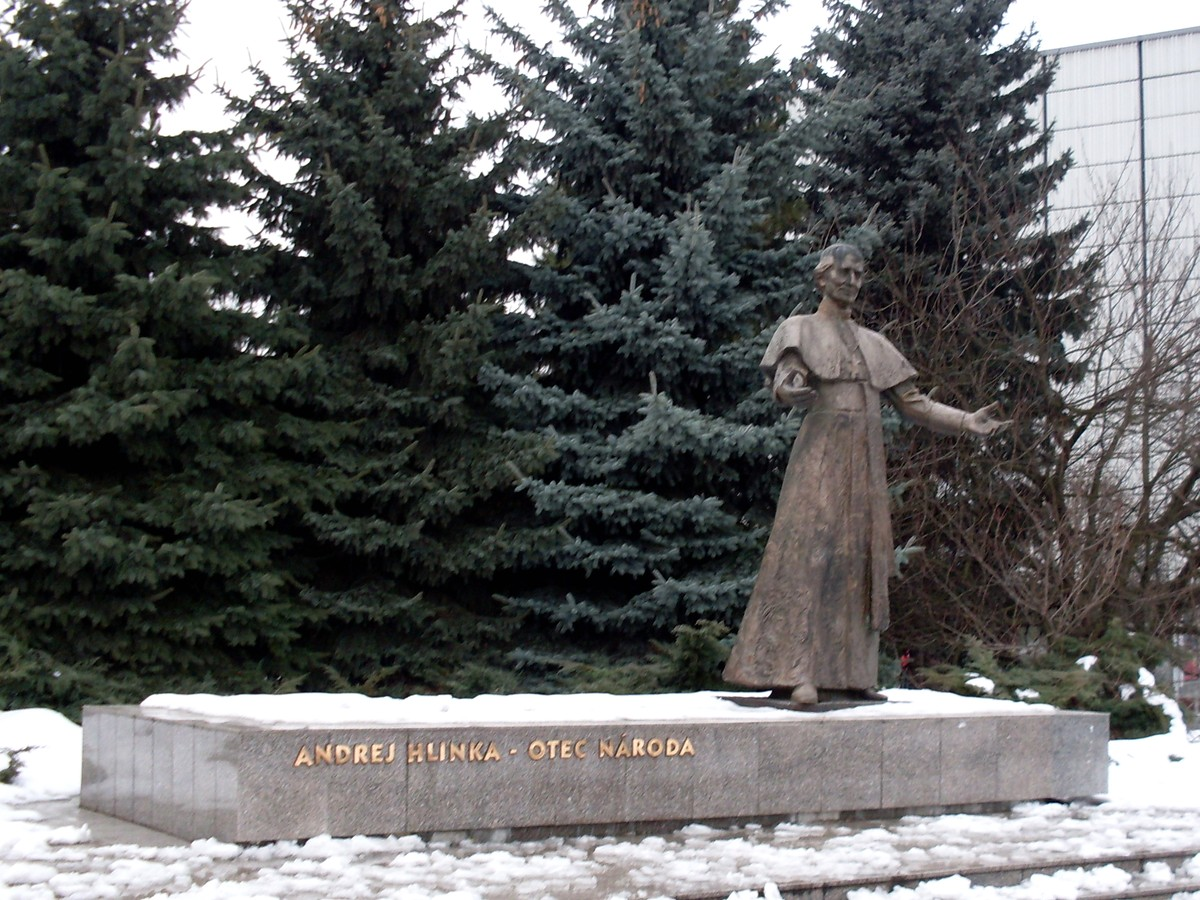
Bronzová socha Andreje Hlinky na podstavci s nápisem "Andrej Hlinka - Otec národa"

Námestie Andreja Hlinku je náměstí v Žilině. Je pojmenované po slovenském buditeli Andreji Hlinkovi.
Náměstí je dalším významným žilinským kulturním centrem po Mariánském náměstí a součástí pěší zóny. Bronzová socha Andreje Hlinky byla odhalena v roce 1994, jejím autorem je žilinský sochař Ladislav Berák. Na náměstí se nachází stupňovitá fontána a budovy, ve kterých sídlí Považská galerie umění (na budově je pamětní tabule připomínající řízení výstavy malířů v roce 1903), banky a obchodní centrum Mirage.
Na náměstí navazuje rekonstruovaný nejstarší žilinský městský park Sad SNP s hudebním pavilonem a fontánou. V sadě je památník odhalen u příležitosti 10. výročí osvobození Žiliny (1955) od sochaře Rudolfa Pribiše. Vznik sadu se datuje mezi roky 1902 až 1908.
Z náměstí je pohled na jeho dominantu - Kostel Nejsvětější Trojice a Burianovu věž (zvonici). Mezi náměstím a kostelem je balustráda z roku 1940, na které se nachází sousoší sv. Cyrila a Metoděje.

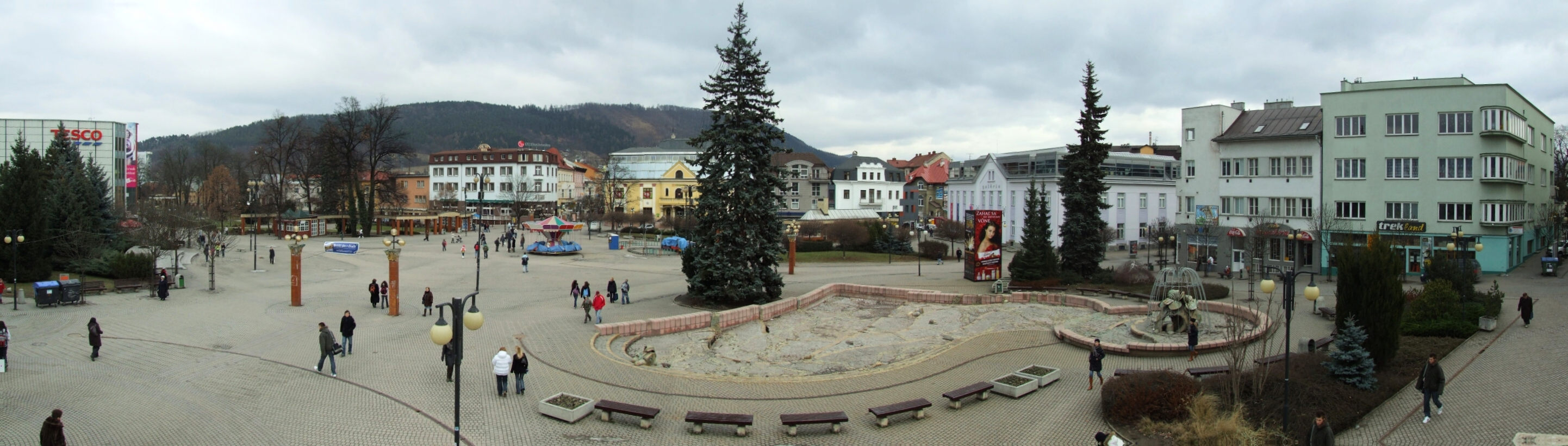
Pohled na náměstí z balustrády, na dominantní stupňovitou fontánu, vánoční stromek uprostřed a šedou budovu Považské galerie umění v pravé polovině